# Blind Man's Bluff
Blind Man's Bluff (Även kallat Indian Hold 'em) är en form av Hold 'em som går ut på att alla spelare får sig tilldelat två kort. Dessa kort placeras i pannan så att man ser alla andras kort men inte sina egna. Sedan är reglerna likadana som i Texas Hold 'em:
En bjudningsrunda sker, flopp (tre gemensamma kort), ny bjudningsrunda, turn card (ett 4:e gemensamt kort), ny bjudningsrunda, river card (ett 5:e gemensamt kort), sista bjudningsrundan sedan visas korten. Korten får komponeras hur man vill mellan sina egna och de gemensamma (man kan alltså använda 0, 1 eller 2 kort av sina egna). Bäst pokerhand vinner enligt vanlig rangordning.